# Ескортні міноносці класу «Баклі»
Ескортні міноносці класу «Баклі» (англ. Buckley-class destroyer escort) — клас військових кораблів зі 102 ескортних міноносців, що випускалися американськими суднобудівельними компаніями з 1943 по 1951 роки. Ескортні міноносці цього класу входили до складу американських військово-морських сил та Королівського флоту Великої Британії й активно використовувалися протягом Другої світової війни як кораблі супроводження конвоїв і протичовнової оборони. Головним кораблем був «Баклі», який був спущений на воду 9 січня 1943 року. У післявоєнний час кораблі цього типу надійшли на озброєння багатьох ВМС інших країн.
Клас «Баклі» був другим класом ескортних есмінців в американському флоті, який надійшов на озброєння на заміну ескортним есмінцям типу «Евартс». Однією з головних відмінностей конструкції було те, що корпус був значно подовжений на класі «Баклі»; ця конструкція з довгим корпусом виявилася настільки вдалою, що її використовували для всіх подальших класів ескортних міноносців ВМС США. Цей клас також був відомий як тип TE, від Turbo Electric drive. TE було замінено на дизель-електричну установку, на наступному класі «Кеннон».
Загалом було замовлено 154, з них шість були завершені як високошвидкісні транспортні засоби («APD»). Ще 37 було пізніше переобладнано після завершення, тоді як 46 «Баклі» були доставлені Королівському флоту за ленд-лізом. Ці 46 кораблів були класифіковані Британським адміралтейством як фрегати та названі на честь капітанів Королівського флоту часів Наполеонівських війн, утворюючи частину фрегатів класу «Кептен» разом із 32 кораблями класу «Евартс», що надійшли за ленд-лізом.
Після Другої світової війни більшість уцілілих міноносців цього класу були передані на Тайвань, у Південну Корею, Чилі, Мексику та інші країни. Решта зберігалися резервним флотом ВМС США до виведення з експлуатації.

## Список ескортних міноносців класу «Баклі»
Позначення
| N з/п | Назва корабля      | No.           | Верф                                                                            | Закладений        | Спущений на воду  | Введений до строю                              | Виведений зі складу ВМС                       | Статус |
| ----- | ------------------ | ------------- | ------------------------------------------------------------------------------- | ----------------- | ----------------- | ---------------------------------------------- | --------------------------------------------- | --- |
| 1     | «Баклі»            | DE-51         | Bethlehem Hingham Shipyard, Гінгем (Массачусетс)                                | 29 червня 1942    | 9 січня 1943      | 30 квітня 1943                                 | 3 липня 1946                                  | 26 квітня 1949 року перекласифікований на DER-51, 29 вересня 1954 року — на DE-51. 1 червня 1968 року виключений зі списку ВМС; продано на металобрухт у липні 1969 року                                                                                   |
| 2     | «Чарлз Лоуренс»    | DE-53 APD-37  | Bethlehem Hingham Shipyard, Гінгем (Массачусетс)                                | 1 серпня 1942     | 16 лютого 1943    | 31 травня 1943                                 | 23 жовтня 1944 21 червня 1946                 | 23 жовтня 1944 року перероблений на високошвидкісний транспорт, перекласифікований на APD-37 |
| 3     | «Деніель Гріффін»  | DE-54 APD-38  | Bethlehem Hingham Shipyard, Гінгем (Массачусетс)                                | 7 серпня 1942     | 25 лютого 1943    | 9 червня 1943                                  | 23 жовтня 1944 30 травня 1946                 | 23 жовтня 1944 року перероблений на високошвидкісний транспорт, перекласифікований на APD-38 |
| 4     | «Донелл»           | DE-56         | Bethlehem Hingham Shipyard, Гінгем (Массачусетс)                                | 27 листопада 1942 | 13 березня 1943   | 26 червня 1943                                 | 25 жовтня 1945                                | 3 травня 1944 року торпедований U-473 у Північній Атлантиці; 15 липня 1944 року перекласифікований на IX-182; служив плавучою електростанцією в Шербурі, Франція. 10 листопада 1945 року виключений зі списку флоту; 29 квітня 1946 року проданий на брухт |
| 5     | «Фогг»             | DE-57         | Bethlehem Hingham Shipyard, Гінгем (Массачусетс)                                | 4 грудня 1942     | 20 березня 1943   | 7 липня 1943                                   | 27 жовтня 1947                                | 18 березня 1949 року перекласифікований на DER-57, 28 жовтня 1954 року — на DE-57. 1 квітня 1965 року виключений зі списку ВМС; 4 січня 1966 року продано на брухт                                                                                         |
| 6     | «Фосс»             | DE-59         | Bethlehem Hingham Shipyard, Гінгем (Массачусетс)                                | 31 грудня 1942    | 10 квітня 1943    | 23 липня 1943                                  | 30 жовтня 1957                                | 1 листопада 1965 року виключений зі списку військово-морських сил та проданий на брухт |
| 7     | «Гантнер»          | DE-60 APD-42  | Bethlehem Hingham Shipyard, Гінгем (Массачусетс)                                | 31 грудня 1942    | 17 квітня 1943    | 29 липня 1943                                  | 23 жовтня 1944 2 серпня 1949                  | 23 лютого 1945 року перероблений на високошвидкісний транспорт, перекласифікований на APD-42 |
| 8     | «Джордж Інгрем»    | DE-62 APD-43  | Bethlehem Hingham Shipyard, Гінгем (Массачусетс)                                | 6 лютого 1943     | 8 травня 1943     | 11 серпня 1943                                 | 23 лютого 1945 15 січня 1947                  | 23 лютого 1945 року перероблений на високошвидкісний транспорт, перекласифікований на APD-43 |
| 9     | «Айра Джеффері»    | DE-63 APD-44  | Bethlehem Hingham Shipyard, Гінгем (Массачусетс)                                | 13 лютого 1943    | 15 травня 1943    | 15 серпня 1943                                 | 23 лютого 1945 18 червня 1946                 | 23 лютого 1945 року перероблений на високошвидкісний транспорт, перекласифікований на APD-44 |
| 10    | «Лі Фокс»          | DE-65 APD-45  | Bethlehem Hingham Shipyard, Гінгем (Массачусетс)                                | 1 березня 1943    | 29 травня 1943    | 30 серпня 1943                                 | 31 липня 1944 13 травня 1946                  | 31 липня 1944 року перероблений на високошвидкісний транспорт, перекласифікований на APD-45 |
| 11    | «Амесбарі»         | DE-66 APD-46  | Bethlehem Hingham Shipyard, Гінгем (Массачусетс)                                | 8 березня 1943    | 6 червня 1943     | 31 серпня 1943                                 | 31 липня 1944 3 липня 1946                    | 31 липня 1944 року перероблений на високошвидкісний транспорт, перекласифікований на APD-46 |
| 12    | «Бейтс»            | DE-68 APD-47  | Bethlehem Hingham Shipyard, Гінгем (Массачусетс)                                | 29 березня 1943   | 6 червня 1943     | 12 вересня 1943                                | 31 липня 1944                                 | 31 липня 1944 року перероблений на високошвидкісний транспорт, перекласифікований на APD-47; 25 травня 1945 року потоплений камікадзе та бомбами біля Окінави                                                                                              |
| 13    | «Блессмен»         | DE-69 APD-48  | Bethlehem Hingham Shipyard, Гінгем (Массачусетс)                                | 22 березня 1943   | 19 червня 1943    | 19 вересня 1943                                | 31 липня 1944 15 січня 1946                   | 31 липня 1944 року перероблений на високошвидкісний транспорт, перекласифікований на APD-48 |
| 14    | «Джозеф Кемпбелл»  | DE-70 APD-49  | Bethlehem Hingham Shipyard, Гінгем (Массачусетс)                                | 29 березня 1943   | 26 червня 1943    | 23 вересня 1943                                | 24 листопада 1944 15 листопада 1946           | 24 листопада 1944 року перероблений на високошвидкісний транспорт, перекласифікований на APD-49 |
| 15    | «Рубен Джеймс»     | DE-153        | Norfolk Naval Shipyard, Портсмут (Вірджинія)                                    | 7 вересня 1942    | 6 лютого 1943     | 1 квітня 1943                                  | 11 жовтня 1947                                | 1 березня 1971 року затоплений як корабель-мішень |
| 16    | «Сімс»             | DE-154 APD-50 | Norfolk Naval Shipyard, Портсмут (Вірджинія)                                    | 7 вересня 1942    | 6 лютого 1943     | 24 квітня 1943                                 | 25 вересня 1944 24 квітня 1946                | 25 вересня 1944 року перероблений на високошвидкісний транспорт, перекласифікований на APD-50 |
| 17    | «Гоппінг»          | DE-155 APD-51 | Norfolk Naval Shipyard, Портсмут (Вірджинія)                                    | 15 грудня 1942    | 10 березня 1943   | 21 травня 1943                                 | 25 вересня 1944 5 травня 1947                 | 25 вересня 1944 року перероблений на високошвидкісний транспорт, перекласифікований на APD-51 15 серпня 1966 року проданий на брухт |
| 18    | «Ривз»             | DE-156 APD-52 | Norfolk Naval Shipyard, Портсмут (Вірджинія)                                    | 7 лютого 1943     | 22 квітня 1943    | 9 травня 1943                                  | 25 вересня 1944 30 липня 1946                 | 25 вересня 1944 року перероблений на високошвидкісний транспорт, перекласифікований на APD-52 у липні 1960 року проданий Еквадору |
| 19    | «Фічтелер»         | DE-157        | Norfolk Naval Shipyard, Портсмут (Вірджинія)                                    | 7 лютого 1943     | 22 квітня 1943    | 1 липня 1943                                   |                                               | 5 травня 1944 року потоплений німецьким ПЧ U-967 північно-західніше Орана |
| 20    | «Чейз»             | DE-158 APD-54 | Norfolk Naval Shipyard, Портсмут (Вірджинія)                                    | 16 березня 1943   | 24 квітня 1943    | 18 липня 1943                                  | 28 листопада 1944 15 січня 1946               | 28 листопада 1944 року перероблений на високошвидкісний транспорт, перекласифікований на APD-54 13 листопада 1946 року проданий на брухт |
| 21    | «Ланінг»           | DE-159 APD-55 | Norfolk Naval Shipyard, Портсмут (Вірджинія)                                    | 23 квітня 1943    | 4 липня 1943      | 1 серпня 1943                                  | 8 листопада 1944 28 червня 1946               | 8 листопада 1944 року перероблений на високошвидкісний транспорт, перекласифікований на APD-55 30 вересня 1975 року проданий на брухт |
| 22    | «Лой»              | DE-160 APD-56 | Norfolk Naval Shipyard, Портсмут (Вірджинія)                                    | 23 квітня 1943    | 4 липня 1943      | 12 вересня 1943                                | 23 жовтня 1944 21 лютого 1947                 | 23 жовтня 1944 року перероблений на високошвидкісний транспорт, перекласифікований на APD-56 15 серпня 1966 року проданий на брухт |
| 23    | «Барбер»           | DE-161 APD-57 | Norfolk Naval Shipyard, Портсмут (Вірджинія)                                    | 27 квітня 1943    | 20 травня 1943    | 10 жовтня 1943                                 | 23 жовтня 1944 22 березня 1946                | 23 жовтня 1944 року перероблений на високошвидкісний транспорт, перекласифікований на APD-57 17 лютого 1969 року проданий Мексиці |
| 24    | «Лавлейс»          | DE-198        | Norfolk Naval Shipyard, Портсмут (Вірджинія)                                    | 22 травня 1943    | 4 липня 1943      | 7 листопада 1943                               | 22 травня 1946                                | 25 квітня 1968 року потоплений як корабель-мішень |
| 25    | «Меннінг»          | DE-198        | Charleston Naval Shipyard, Норт-Чарлстон (Південна Кароліна)                    | 15 лютого 1943    | 1 червня 1943     | 1 жовтня 1943                                  | 15 січня 1947                                 | 27 жовтня 1969 року проданий на брухт |
| 26    | «Ноєндорф»         | DE-200        | Charleston Naval Shipyard, Норт-Чарлстон (Південна Кароліна)                    | 15 лютого 1943    | 1 червня 1943     | 18 жовтня 1943                                 | 14 травня 1946                                | 30 листопада 1967 року потоплений як корабель-мішень |
| 27    | «Джеймс Крейг»     | DE-201        | Charleston Naval Shipyard, Норт-Чарлстон (Південна Кароліна)                    | 15 квітня 1943    | 22 липня 1943     | 1 листопада 1943                               | 2 липня 1946                                  | у лютому 1969 року потоплений як корабель-мішень |
| 28    | «Айченбергер»      | DE-202        | Charleston Naval Shipyard, Норт-Чарлстон (Південна Кароліна)                    | 15 квітня 1943    | 22 липня 1943     | 17 листопада 1943                              | 14 травня 1946                                | 1 листопада 1973 року проданий на брухт |
| 29    | «Томасон»          | DE-203        | Charleston Naval Shipyard, Норт-Чарлстон (Південна Кароліна)                    | 5 червня 1943     | 23 серпня 1943    | 10 грудня 1943                                 | 22 травня 1946                                | 30 червня 1969 року проданий на брухт |
| 30    | «Джордан»          | DE-204        | Charleston Naval Shipyard, Норт-Чарлстон (Південна Кароліна)                    | 5 червня 1943     | 23 серпня 1943    | 17 грудня 1943                                 | 19 грудня 1945                                | у липні 1947 року розібраний на брухт |
| 31    | «Ньюмен»           | DE-205 APD-59 | Charleston Naval Shipyard, Норт-Чарлстон (Південна Кароліна)                    | 8 червня 1943     | 9 серпня 1943     | 26 листопада 1943                              | 5 липня 1944 18 лютого 1946                   | 5 липня 1944 року перероблений на високошвидкісний транспорт, перекласифікований на APD-59 15 серпня 1966 року проданий на брухт |
| 32    | «Ліддл»            | DE-206 APD-60 | Charleston Naval Shipyard, Норт-Чарлстон (Південна Кароліна)                    | 12 червня 1943    | 9 серпня 1943     | 6 грудня 1943                                  | 5 липня 1944 18 червня 1946                   | 5 липня 1944 року перероблений на високошвидкісний транспорт, перекласифікований на APD-60 25 червня 1967 року проданий на брухт |
| 33    | «Кефарт»           | DE-207 APD-61 | Charleston Naval Shipyard, Норт-Чарлстон (Південна Кароліна)                    | 12 травня 1943    | 6 вересня 1943    | 7 січня 1944                                   | 5 липня 1944 21 червня 1946                   | 5 липня 1944 року перероблений на високошвидкісний транспорт, перекласифікований на APD-61 16 травня 1967 року проданий Південній Кореї |
| 34    | «Кофер»            | DE-208 APD-62 | Charleston Naval Shipyard, Норт-Чарлстон (Південна Кароліна)                    | 12 травня 1943    | 6 вересня 1943    | 19 січня 1944                                  | 5 липня 1944 28 червня 1946                   | 5 липня 1944 року перероблений на високошвидкісний транспорт, перекласифікований на APD-62 5 березня 1968 року проданий на брухт |
| 35    | «Ллойд»            | DE-209 APD-63 | Charleston Naval Shipyard, Норт-Чарлстон (Південна Кароліна)                    | 26 липня 1943     | 23 жовтня 1943    | 11 лютого 1944                                 | 5 липня 1944                                  | 5 липня 1944 року перероблений на високошвидкісний транспорт, перекласифікований на APD-63 5 березня 1968 року проданий на брухт |
| 36    | «Оттер»            | DE-210        | Charleston Naval Shipyard, Норт-Чарлстон (Південна Кароліна)                    | 26 липня 1943     | 23 жовтня 1943    | 21 лютого 1944                                 | січень 1947                                   | 10 липня 1970 року потоплений як корабель-мішень біля Пуерто-Рико |
| 37    | «Габбард»          | DE-211 APD-53 | Charleston Naval Shipyard, Норт-Чарлстон (Південна Кароліна)                    | 11 серпня 1943    | 11 листопада 1943 | 6 березня 1944                                 | 1 червня 1945 15 березня 1946                 | 1 червня 1944 року перероблений на високошвидкісний транспорт, перекласифікований на APD-53 1 липня 1966 року проданий на брухт |
| 38    | «Гейтер»           | DE-212 APD-80 | Charleston Naval Shipyard, Норт-Чарлстон (Південна Кароліна)                    | 11 серпня 1943    | 11 листопада 1943 | 16 березня 1944                                | 1 червня 1945 19 березня 1946                 | 1 червня 1944 року перероблений на високошвидкісний транспорт, перекласифікований на APD-80 23 липня 1967 року позичений Південній Кореї, 15 листопада 1974 року проданий Республіці Корея                                                                 |
| 39    | «Вільям Пауел»     | DE-213 APD-80 | Charleston Naval Shipyard, Норт-Чарлстон (Південна Кароліна)                    | 26 серпня 1943    | 27 листопада 1943 | 28 березня 1944 28 листопада 1950              | 9 грудня 1949 17 січня 1958                   | 18 березня 1949 року перекласифікований на DER-213, 1 грудня 1954 року перекласифікований у DE-213. 1 листопада 1965 року виключений зі списку ВМС, 3 жовтня 1966 року проданий на металобрухт                                                             |
| 40    | «Скотт»            | DE-214        | Philadelphia Naval Shipyard, Філадельфія (Пенсільванія)                         | 1 січня 1943      | 3 квітня 1943     | 20 липня 1943                                  | 3 березня 1947                                | перероблявся на високошвидкісний транспорт APD-64, 10 вересня 1945 року модернізація скасована. 1 липня 1965 року виключений зі списку військово-морських сил, 20 січня 1967 року проданий на металобрухт                                                  |
| 41    | «Берк»             | DE-215 APD-65 | Philadelphia Naval Shipyard, Філадельфія (Пенсільванія)                         | 1 січня 1943      | 3 квітня 1943     | 20 серпня 1943                                 | 24 січня 1945 22 червня 1949                  | 24 січня 1945 року перероблений на високошвидкісний транспорт, перекласифікований на APD-65 1 червня 1968 року виведений зі складу флоту, 12 серпня 1968 року проданий Колумбії                                                                            |
| 42    | «Енрайт»           | DE-216 APD-66 | Philadelphia Naval Shipyard, Філадельфія (Пенсільванія)                         | 22 лютого 1943    | 29 травня 1943    | 21 вересня 1943                                | 24 січня 1945 21 червня 1946                  | 24 січня 1945 року перероблений на високошвидкісний транспорт, перекласифікований на APD-66 14 липня 1967 року проданий Еквадору |
| 43    | «Кулбо»            | DE-217        | Philadelphia Naval Shipyard, Філадельфія (Пенсільванія)                         | 22 лютого 1943    | 29 травня 1943    | 15 жовтня 1943                                 | 21 лютого 1960                                | 1 липня 1972 року виведений зі складу флоту, 17 серпня 1973 року проданий на брухт |
| 44    | «Дербі»            | DE-218        | Philadelphia Naval Shipyard, Філадельфія (Пенсільванія)                         | 22 лютого 1943    | 29 травня 1943    | 15 листопада 1943 24 жовтня 1950               | 28 квітня 1947 23 вересня 1968                | 24 травня 1970 року потоплений як корабель-мішень |
| 45    | «Дуглас Блеквуд»   | DE-219        | Philadelphia Naval Shipyard, Філадельфія (Пенсільванія)                         | 22 лютого 1943    | 29 травня 1943    | 15 грудня 1943 5 лютого 1951                   | 20 квітня 1946 30 січня 1970                  | 20 липня 1970 року потоплений як корабель-мішень |
| 46    | «Френсіс Робінсон» | DE-220        | Philadelphia Naval Shipyard, Філадельфія (Пенсільванія)                         | 22 лютого 1943    | 29 травня 1943    | 15 січня 1944                                  | 20 червня 1960                                | 1 липня 1972 року виведений зі складу флоту, 12 липня 1973 року проданий на брухт |
| 47    | «Солар»            | DE-221        | Philadelphia Naval Shipyard, Філадельфія (Пенсільванія)                         | 22 лютого 1943    | 29 травня 1943    | 15 лютого 1944                                 | 21 травня 1946                                | 30 квітня 1946 року знищений унаслідок вибуху боєприпасів в Ерлі, штат Нью-Джерсі. Рештки корпусу затоплено в морі 9 червня 1946 року |
| 48    | «Фаулер»           | DE-222        | Philadelphia Naval Shipyard, Філадельфія (Пенсільванія)                         | 5 квітня 1943     | 3 липня 1943      | 15 березня 1944                                | 28 червня 1946                                | 1 липня 1965 року виведений зі складу флоту, 29 грудня 1966 року проданий на брухт |
| 49    | «Шпангенберг»      | DE-223        | Philadelphia Naval Shipyard, Філадельфія (Пенсільванія)                         | 5 квітня 1943     | 3 липня 1943      | 15 квітня 1944                                 | 18 липня 1947                                 | У березні 1949 року перекласифікований на DER-223, 1 грудня 1954 року перекласифікований у DE-223. 1 листопада 1965 року виключений зі списку ВМС, 3 жовтня 1966 року проданий на металобрухт                                                              |
| 50    | «Аренс»            | DE-575        | Bethlehem Shipbuilding Corporation, Гінгем (Массачусетс)                        | 5 листопада 1943  | 21 грудня 1943    | 12 лютого 1944                                 | 24 червня 1946                                | 1 квітня 1965 року виведений зі складу флоту, 20 січня 1967 року проданий на брухт |
| 51    | «Барр»             | DE-576 APD-39 | Bethlehem Shipbuilding Corporation, Гінгем (Массачусетс)                        | 5 листопада 1943  | 28 грудня 1943    | 16 лютого 1944                                 | 31 липня 1944 12 липня 1946                   | 31 липня 1944 року перероблений на високошвидкісний транспорт, перекласифікований на APD-39 23 березня 1963 року потоплений як корабель-мішень |
| 52    | «Александер Люк»   | DE-577        | Bethlehem Shipbuilding Corporation, Гінгем (Массачусетс)                        | 5 листопада 1943  | 28 грудня 1943    | 19 лютого 1944                                 | 18 жовтня 1947                                | 7 грудня 1945 року перекласифікований на DER-577, у серпні 1954 року перекласифікований у DE-577. 1 травня 1970 року виключений зі списку ВМС, 22 жовтня 1970 року потоплений як корабель-мішень                                                           |
| 53    | «Роберт Пейн»      | DE-578        | Bethlehem Shipbuilding Corporation, Гінгем (Массачусетс)                        | 5 листопада 1943  | 30 грудня 1943    | 26 лютого 1944                                 | 21 листопада 1947                             | 18 березня 1949 року перекласифікований на DER-578, 1 грудня 1954 року перекласифікований у DE-578. 1 червня 1968 року виключений зі списку ВМС, 18 липня 1969 року проданий на брухт                                                                      |
| 54    | «Форемен»          | DE-633        | Bethlehem Shipbuilding Corporation/Union Iron Works, Сан-Франциско (Каліфорнія) | 9 березня 1943    | 1 серпня 1943     | 22 жовтня 1943                                 | 21 листопада 1947                             | 1 квітня 1965 року виключений зі списку ВМС, 1966 року проданий на брухт |
| 55    | «Вайтгерст»        | DE-634        | Bethlehem Shipbuilding Corporation/Union Iron Works, Сан-Франциско (Каліфорнія) | 21 березня 1943   | 5 вересня 1943    | 19 листопада 1943 1 вересня 1950 2 жовтня 1961 | 27 листопада 1946 6 грудня 1958 1 серпня 1962 | 12 липня 1969 року виключений зі списку ВМС, 28 квітня 1971 року потоплений ПЧ «Тріггер» як мішень |
| 56    | «Інгланд»          | DE-635        | Bethlehem Shipbuilding Corporation/Union Iron Works, Сан-Франциско (Каліфорнія) | 4 квітня 1943     | 26 вересня 1943   | 10 грудня 1943                                 | 15 жовтня 1945                                | перероблявся на високошвидкісний транспорт APD-41, 10 вересня 1945 року модернізація скасована. 1 листопада 1945 року виключений зі списку військово-морських сил, 26 листопада 1946 року проданий на металобрухт                                          |
| 57    | «Віттер»           | DE-636        | Bethlehem Shipbuilding Corporation/Union Iron Works, Сан-Франциско (Каліфорнія) | 28 квітня 1943    | 17 жовтня 1943    | 29 грудня 1943                                 | 22 жовтня 1945                                | перероблявся на високошвидкісний транспорт APD-58, 15 серпня 1945 року модернізація скасована. 16 листопада 1945 року виключений зі списку військово-морських сил, 2 грудня 1946 року проданий на металобрухт                                              |
| 58    | «Бауерс»           | DE-637 APD-40 | Bethlehem Shipbuilding Corporation/Union Iron Works, Сан-Франциско (Каліфорнія) | 28 травня 1943    | 31 жовтня 1943    | 27 січня 1944                                  | 25 червня 1945                                | 25 червня 1944 року перероблений на високошвидкісний транспорт, перекласифікований на APD-40 1 травня 1961 року виключений зі списку ВМС, 21 квітня 1961 року переданий Філіппінам                                                                         |
| 59    | «Вілмарт»          | DE-638        | Bethlehem Shipbuilding Corporation/Union Iron Works, Сан-Франциско (Каліфорнія) | 25 червня 1943    | 21 листопада 1943 | 13 березня 1944                                | 26 квітня 1946                                | 1 грудня 1966 року виключений зі списку ВМС, 1 липня 1968 року проданий на брухт |
| 60    | «Гендро»           | DE-639        | Bethlehem Shipbuilding Corporation/Union Iron Works, Сан-Франциско (Каліфорнія) | 1 серпня 1943     | 12 грудня 1943    | 17 березня 1944                                | 13 березня 1948                               | 1 грудня 1972 року виключений зі списку ВМС, 11 вересня 1973 року проданий на брухт |
| 61    | «Фіберлінг»        | DE-640        | Bethlehem Shipbuilding Corporation/Union Iron Works, Сан-Франциско (Каліфорнія) | 19 березня 1944   | 2 квітня 1944     | 11 квітня 1944                                 | 13 березня 1948                               | 1 березня 1972 року виключений зі списку ВМС, 20 листопада 1972 року проданий на брухт |
| 62    | «Вільям Коул»      | DE-641        | Bethlehem Shipbuilding Corporation/Union Iron Works, Сан-Франциско (Каліфорнія) | 5 вересня 1943    | 29 грудня 1943    | 12 травня 1944                                 | 13 березня 1948                               | 1 березня 1972 року виключений зі списку ВМС, 20 листопада 1972 року проданий на брухт |
| 63    | «Пол Бейкер»       | DE-642        | Bethlehem Shipbuilding Corporation/Union Iron Works, Сан-Франциско (Каліфорнія) | 26 вересня 1943   | 14 березня 1944   | 25 травня 1944                                 | 3 лютого 1947                                 | 1 грудня 1969 року виключений зі списку ВМС, у жовтні 1970 року проданий на брухт |
| 64    | «Деймон Каммінгз»  | DE-643        | Bethlehem Shipbuilding Corporation/Union Iron Works, Сан-Франциско (Каліфорнія) | 17 жовтня 1943    | 18 квітня 1944    | 29 червня 1944                                 | 3 лютого 1947                                 | 1 березня 1972 року виключений зі списку ВМС, 18 травня 1973 року проданий на брухт |
| 65    | «Ваммен»           | DE-644        | Bethlehem Shipbuilding Corporation/Union Iron Works, Сан-Франциско (Каліфорнія) | 1 листопада 1943  | 21 травня 1944    | 27 липня 1944                                  | 12 липня 1969                                 | 12 липня 1969 року виключений зі списку ВМС, 18 лютого 1971 року затоплений як корабель-мішень |
| 66    | «Дженкс»           | DE-665        | Dravo Corporation, Піттсбург (Пенсільванія)                                     | 12 травня 1943    | 11 вересня 1943   | 19 січня 1944                                  | 26 червня 1946                                | перероблявся на високошвидкісний транспорт APD-67, у 1944 році модернізація скасована. 1 лютого 1966 року виключений зі списку військово-морських сил, 5 березня 1968 року проданий на брухт                                                               |
| 67    | «Дюрік»            | DE-666        | Dravo Corporation, Піттсбург (Пенсільванія)                                     | 22 червня 1943    | 9 жовтня 1943     | 24 березня 1944                                | 15 червня 1946                                | перероблявся на високошвидкісний транспорт APD-68, у 1944 році модернізація скасована. 1 червня 1965 року виключений зі списку військово-морських сил, 30 січня 1967 року проданий на брухт                                                                |
| 68    | «Вайзмен»          | DE-667        | Dravo Corporation, Піттсбург (Пенсільванія)                                     | 26 липня 1943     | 6 листопада 1943  | 4 квітня 1944 11 вересня 1950                  | 31 травня 1946 15 квітня 1973                 | 15 квітня 1973 року виключений зі списку військово-морських сил, 29 квітня 1974 року проданий на брухт |
| 69    | «Вебер»            | DE-675 APD-75 | Bethlehem Shipbuilding Corporation/Fore River Shipyard, Квінсі (Массачусетс)    | 22 лютого 1943    | 1 травня 1943     | 30 червня 1943                                 | 1 червня 1960                                 | у березні 1945 року перероблений на високошвидкісний транспорт, перекласифікований на APD-75 1 червня 1960 року виключений зі списку ВМС, 15 липня 1962 року потоплений як корабель-мішень                                                                 |
| 70    | «Шмітт»            | DE-676 APD-76 | Bethlehem Shipbuilding Corporation/Fore River Shipyard, Квінсі (Массачусетс)    | 22 лютого 1943    | 29 травня 1943    | 24 липня 1943                                  | 28 червня 1949                                | 24 січня 1945 року перероблений на високошвидкісний транспорт, перекласифікований на APD-76 1 травня 1967 року виключений зі списку ВМС, у лютому 1968 року проданий Тайваню                                                                               |
| 71    | «Фрамент»          | DE-677 APD-77 | Bethlehem Shipbuilding Corporation/Fore River Shipyard, Квінсі (Массачусетс)    | 1 травня 1943     | 28 червня 1943    | 15 серпня 1943                                 | 30 травня 1946                                | 15 грудня 1944 року перероблений на високошвидкісний транспорт, перекласифікований на APD-77 1 червня 1960 року виключений зі списку ВМС, у липні 1961 року проданий Еквадору                                                                              |
| 72    | «Гармон»           | DE-678        | Bethlehem Shipbuilding Corporation/Fore River Shipyard, Квінсі (Массачусетс)    | 31 травня 1943    | 25 липня 1943     | 31 серпня 1943                                 | 25 березня 1947                               | 1 серпня 1965 року виключений зі списку ВМС, 30 січня 1967 року проданий на брухт |
| 73    | «Грінвуд»          | DE-679        | Bethlehem Shipbuilding Corporation/Fore River Shipyard, Квінсі (Массачусетс)    | 29 червня 1943    | 21 серпня 1943    | 25 вересня 1943                                | 1 серпня 1962                                 | 20 лютого 1967 року виключений зі списку ВМС, 6 вересня 1967 року проданий на брухт |
| 74    | «Лосер»            | DE-680        | Bethlehem Shipbuilding Corporation/Fore River Shipyard, Квінсі (Массачусетс)    | 27 липня 1943     | 11 вересня 1943   | 10 жовтня 1943 9 березня 1951                  | 27 березня 1947 23 серпня 1968                | 1969 року потоплений як корабель-мішень |
| 75    | «Жилетт»           | DE-681        | Bethlehem Shipbuilding Corporation/Fore River Shipyard, Квінсі (Массачусетс)    | 24 серпня 1943    | 25 вересня 1943   | 27 жовтня 1943                                 | 3 лютого 1947                                 | 1 грудня 1972 року виключений зі списку ВМС, 11 вересня 1973 року проданий на брухт |
| 76    | «Андерхілл»        | DE-682        | Bethlehem Shipbuilding Corporation/Fore River Shipyard, Квінсі (Массачусетс)    | 16 вересня 1943   | 15 жовтня 1943    | 15 листопада 1943                              |                                               | 24 липня 1945 року потоплений японським смертником «Кайтен» північно-східніше мису Енгано |
| 77    | «Генрі Кеньон»     | DE-683        | Bethlehem Shipbuilding Corporation/Fore River Shipyard, Квінсі (Массачусетс)    | 29 вересня 1943   | 30 жовтня 1943    | 30 листопада 1943                              | 3 лютого 1947                                 | 1 грудня 1969 року виключений зі списку ВМС, 22 жовтня 1970 року проданий на брухт |
| 78    | «Булл»             | DE-693 APD-78 | Defoe Shipbuilding Company, Бей-Сіті (Мічиган)                                  | 15 грудня 1942    | 25 березня 1943   | 12 серпня 1943                                 | 5 червня 1947                                 | 31 липня 1944 року перероблений на високошвидкісний транспорт, перекласифікований на APD-78 15 червня 1966 року виключений зі списку ВМС, 12 липня 1966 року проданий Тайваню                                                                              |
| 79    | «Банч»             | DE-694 APD-79 | Defoe Shipbuilding Company, Бей-Сіті (Мічиган)                                  | 22 лютого 1943    | 29 травня 1943    | 21 серпня 1943                                 | 31 травня 1946                                | 31 липня 1944 року перероблений на високошвидкісний транспорт, перекласифікований на APD-79 1 квітня 1964 року виключений зі списку ВМС, 11 травня 1965 року проданий на брухт                                                                             |
| 80    | «Річ»              | DE-695        | Defoe Shipbuilding Company, Бей-Сіті (Мічиган)                                  | 27 березня 1943   | 22 червня 1943    | 1 жовтня 1943                                  |                                               | 8 червня 1944 року підірвався на мінах при висадці в Нормандії та затонув |
| 81    | «Спанглер»         | DE-696        | Defoe Shipbuilding Company, Бей-Сіті (Мічиган)                                  | 28 квітня 1943    | 15 липня 1943     | 31 жовтня 1943                                 | 8 жовтня 1958                                 | 1 березня 1972 року виключений зі списку ВМС, 20 листопада 1972 року проданий на брухт |
| 82    | «Джордж»           | DE-697        | Defoe Shipbuilding Company, Бей-Сіті (Мічиган)                                  | 22 травня 1943    | 14 серпня 1943    | 20 листопада 1943                              | 8 жовтня 1958                                 | 1 листопада 1969 року виключений зі списку ВМС, 12 жовтня 1970 року проданий на брухт |
| 83    | «Ребі»             | DE-698        | Defoe Shipbuilding Company, Бей-Сіті (Мічиган)                                  | 7 червня 1943     | 4 вересня 1943    | 7 грудня 1943                                  | 22 грудня 1953                                | 2 листопада 1949 року перекласифікований на DEC-698, 27 грудня 1957 року — на DE-698. 1 червня 1968 року виключений зі списку ВМС; 18 липня 1969 року проданий на брухт                                                                                    |
| 84    | «Марш»             | DE-699        | Defoe Shipbuilding Company, Бей-Сіті (Мічиган)                                  | 23 червня 1943    | 25 вересня 1943   | 12 січня 1944                                  | 1 серпня 1962                                 | 15 квітня 1973 року виключений зі списку ВМС; 20 лютого 1974 року проданий на брухт |
| 85    | «Кар'єр»           | DE-700        | Defoe Shipbuilding Company, Бей-Сіті (Мічиган)                                  | 21 липня 1943     | 14 жовтня 1943    | 1 лютого 1944                                  | 4 квітня 1960                                 | 1 грудня 1966 року виключений зі списку ВМС; 11 липня 1967 року затоплений як корабель-мішень |
| 86    | «Осмус»            | DE-701        | Defoe Shipbuilding Company, Бей-Сіті (Мічиган)                                  | 17 серпня 1943    | 4 листопада 1943  | 23 лютого 1944                                 | 15 березня 1947                               | 1 грудня 1972 року виключений зі списку ВМС; 20 лютого 1974 року проданий на брухт |
| 87    | «Ерл Джонсон»      | DE-702        | Defoe Shipbuilding Company, Бей-Сіті (Мічиган)                                  | 7 вересня 1943    | 24 листопада 1943 | 18 березня 1944                                | 18 червня 1946                                | 1 травня 1967 року виключений зі списку ВМС; 3 вересня 1968 року проданий на брухт |
| 88    | «Голтон»           | DE-703        | Defoe Shipbuilding Company, Бей-Сіті (Мічиган)                                  | 28 вересня 1943   | 15 грудня 1943    | 1 травня 1944                                  | 31 травня 1946                                | 30 травня 1974 року проданий на брухт |
| 89    | «Кронін»           | DE-704        | Defoe Shipbuilding Company, Бей-Сіті (Мічиган)                                  | 19 жовтня 1943    | 5 січня 1944      | 5 травня 1944 9 лютого 1951                    | 31 травня 1946 4 грудня 1953                  | 13 вересня 1950 року перекласифікований на DEC-704, 27 грудня 1957 року — на DE-704. 1 червня 1970 року виключений зі списку ВМС; 16 грудня 1971 року затоплений як корабель-мішень                                                                        |
| 90    | «Фрайбаргер»       | DE-705        | Defoe Shipbuilding Company, Бей-Сіті (Мічиган)                                  | 8 листопада 1943  | 25 січня 1944     | 18 травня 1944 6 жовтня 1950                   | 30 червня 1947 9 грудня 1954                  | 13 вересня 1950 року перекласифікований на DEC-705, 27 грудня 1957 року — на DE-705. 1 грудня 1972 року виключений зі списку ВМС; 27 листопада 1973 року проданий на брухт                                                                                 |
| 91    | «Татум»            | DE-789 APD-81 | Consolidated Steel Corporation, Орандж (Техас)                                  | 22 квітня 1943    | 7 серпня 1943     | 22 листопада 1943                              | 1 червня 1960                                 | 8 травня 1961 року списаний на брухт |
| 92    | «Борум»            | DE-790 APD-82 | Consolidated Steel Corporation, Орандж (Техас)                                  | 28 квітня 1943    | 14 серпня 1943    | 30 листопада 1943                              | 15 червня 1946                                | перероблявся на високошвидкісний транспорт APD-83, у вересні 1945 року модернізація скасована. 1 серпня 1965 року виключений зі списку військово-морських сил, 1966 року проданий на брухт                                                                 |
| 93    | «Мелой»            | DE-791 APD-83 | Consolidated Steel Corporation, Орандж (Техас)                                  | 10 травня 1943    | 18 серпня 1943    | 13 грудня 1943                                 | 28 травня 1965                                | перероблявся на високошвидкісний транспорт APD-82, у вересні 1945 року модернізація скасована. 14 серпня 1946 року перекласифікований на EDE-791. 1 червня 1965 року виключений зі списку військово-морських сил, 11 березня 1966 року проданий на брухт   |
| 94    | «Гейнс»            | DE-792 APD-84 | Consolidated Steel Corporation, Орандж (Техас)                                  | 17 травня 1943    | 26 серпня 1943    | 27 грудня 1943                                 | 28 травня 1965                                | 15 грудня 1944 року перероблений на високошвидкісний транспорт, перекласифікований на APD-84 1 червня 1960 року виключений зі списку ВМС, 3 травня 1961 року проданий на брухт                                                                             |
| 95    | «Рунелз»           | DE-793 APD-85 | Consolidated Steel Corporation, Орандж (Техас)                                  | 7 червня 1943     | 4 вересня 1943    | 3 січня 1944                                   | 10 лютого 1947                                | 15 грудня 1944 року перероблений на високошвидкісний транспорт, перекласифікований на APD-85 1 червня 1960 року виключений зі списку ВМС, 10 липня 1961 року проданий на брухт                                                                             |
| 96    | «Голліз»           | DE-794 APD-86 | Consolidated Steel Corporation, Орандж (Техас)                                  | 5 липня 1943      | 11 вересня 1943   | 24 січня 1944                                  | 10 жовтня 1956                                | 24 січня 1945 року перероблений на високошвидкісний транспорт, перекласифікований на APD-86 15 вересня 1974 року виключений зі списку ВМС, 1 липня 1975 року проданий на брухт                                                                             |
| 97    | «Гунасон»          | DE-795        | Consolidated Steel Corporation, Орандж (Техас)                                  | 9 серпня 1943     | 16 жовтня 1943    | 1 лютого 1944                                  | 13 березня 1948                               | 28 липня 1973 року затоплений як корабель-мішень |
| 98    | «Мейджер»          | DE-796        | Consolidated Steel Corporation, Орандж (Техас)                                  | 16 серпня 1943    | 23 жовтня 1943    | 12 лютого 1944                                 | 13 березня 1948                               | 1 грудня 1972 року виключений зі списку ВМС; 27 листопада 1973 року проданий на брухт |
| 99    | «Віден»            | DE-797        | Consolidated Steel Corporation, Орандж (Техас)                                  | 18 серпня 1943    | 27 жовтня 1943    | 19 лютого 1944 20 листопада 1946               | 9 травня 1946 26 лютого 1958                  | 30 червня 1968 року виключений зі списку ВМС; 27 жовтня 1969 року проданий на брухт |
| 100   | «Веріан»           | DE-798        | Consolidated Steel Corporation, Орандж (Техас)                                  | 27 серпня 1943    | 6 листопада 1943  | 29 лютого 1944                                 | 15 березня 1946                               | 1 грудня 1972 року виключений зі списку ВМС; 12 січня 1974 року проданий на брухт |
| 101   | «Скроггінс»        | DE-799        | Consolidated Steel Corporation, Орандж (Техас)                                  | 4 вересня 1943    | 6 листопада 1943  | 30 березня 1944                                | 15 червня 1946                                | 1 липня 1965 року виключений зі списку ВМС; 5 квітня 1967 року проданий на брухт |
| 102   | «Джек Вілкі»       | DE-800        | Consolidated Steel Corporation, Орандж (Техас)                                  | 18 жовтня 1943    | 18 грудня 1943    | 7 березня 1944                                 | 24 травня 1960                                | 1 серпня 1972 року виключений зі списку ВМС; 4 березня 1974 року проданий на брухт |